# Śmierć Sardanapala
Śmierć Sardanapala (fr. La Mort de Sardanapale) – dzieło francuskiego malarza Eugène’a Delacroix, namalowane techniką olejną na płótnie, ukończone w 1827 roku. W tymże samym roku obraz został wystawiony na paryskim Salonie. Znajduje się w zbiorach paryskiego Luwru. Obok Wolności wiodącej lud na barykady jeden z ważniejszych przykładów romantycznego malarstwa historycznego, które Delacroix preferował w swojej twórczości.
Sardanapal był według greckiego pisarza Ktezjasza z Knidos ostatnim królem Asyrii. Dzieło Ktezjasza Persica zaginęło, ale jest znane z późniejszych kompilacji, ponadto korzystał z niego Diodor Sycylijski. Sardanapal był często identyfikowany z królem Asyrii Aszurbanipalem. Sardanapal był uważany w starożytności za rozpustnego despotę, który podpalił swój pałac, zamordował swoją konkubinę i następnie sam zginął w płomieniach.
Dominantą w obrazie jest duże łoże, na którym opiera się klęcząca, błagająca o miłosierdzie konkubina Sardanapala, którego malarz ukazał w momencie, gdy bezlitośnie patrzy na rozgrywającą się wkoło rzeź. Drugi mocny akcent treściowy i formalny znajduje się przy przeciwległym narożu, gdzie artysta przedstawił śmierć młodej, nagiej, bezbronnej kobiety zabitej przez wojownika, który z zimną krwią wbija w jej pierś sztylet. Obie dominanty tworzą diagonalny układ kompozycyjny, spotęgowany przez silne światło wzmagające intensywność ciepłych barw: żółci, czerwieni, kolorów cielistych.
W niemalże całej kompozycji artysta zwraca uwagę na detale: rozrzucone naczynia, pofałdowane szaty, korale i inne precjoza.
Artysta konsekwentnie zestawił pary następnych bohaterów obrazu: oprócz wspomnianych postaci, ciemnoskórego niewolnika ciągnącego czarnego konia i biernie leżącą u stóp łoża kobietę, parę paziów królewskich niosących napoje w ozdobnych naczyniach i po dwie pary żołnierzy króla zabijających sztyletami niewiasty.
Dramatyzm obrazu wynika nie tylko z przedstawionych scen śmierci, ale przede wszystkim w braku jakichkolwiek uczuć i bezwzględności tyrana i jego żołnierzy. Widoczne z prawej strony kłęby dymu zapowiadają tytułowe wydarzenie.
Śmierć Sardanapala oparta jest na poemacie Sardanapal pióra George’a Gordona Byrona, czołowego pisarza doby romantyzmu. Obraz zawiera bogatą, żywą, intensywną paletę barw. Obraz ten zainspirowało powstanie kilku dzieł, m.in. kantaty Hectora Berlioza, La mort de Sardanpale (1830), oraz opery Franza Liszta, Sardanapal (1845-52, nieukończona).